# Araschnia caerulocellata
Araschnia caerulocellata är en fjärilsart som beskrevs av Barend J. Lempke 1956. Araschnia caerulocellata ingår i släktet Araschnia och familjen praktfjärilar. Inga underarter finns listade i Catalogue of Life.